# Sant Julià del Llor i Bonmatí
Sant Julià del Llor i Bonmatí is een gemeente in de Spaanse provincie Girona in de regio Catalonië met een oppervlakte van 10 km². Sant Julià del Llor i Bonmatí telt 1.282 inwoners (1 januari 2016).

## Demografische ontwikkeling
Bron: INE, 1991-2011: volkstellingen
Opm.: Tot 1983 behoorde Sant Julià del Llor i Bonmatí tot de gemeente Amer